# 太田じろう
太田 じろう（おおた じろう、1923年1月2日 - 1982年3月29日）は、日本の漫画家、絵本作家。本名、太田二郎。東京市京橋区八丁堀出身。

## 経歴
東京市京橋区八丁堀にて製本職人の家庭に生まれる。早稲田実業学校卒業後、新潮社や東宝美術部に勤務。日本画を学び、野口昂明たちの勧めで『日の出』誌にカットを寄稿、1941年、『イソップまんが』で漫画家としてデビューした。
1943年に徴兵され、大刀洗飛行場で従軍にあたった。1945年に復員した後、帷子進や芳谷勝に師事する。1950年、『少年クラブ』に『お山のクロちゃん』を連載。1952年、島田啓三の長女と結婚した。1960年、『こりすのぽっこちゃん』で第5回小学館漫画賞を受賞する。
1965年、心臓発作を機に漫画の仕事を減らし、絵本作家として活動した。晩年は学習研究社の「図解まんが日本史」シリーズの伝記漫画『徳川吉宗』『西郷隆盛』『福沢諭吉』を描いたが第4作目を執筆中、1982年に心筋梗塞のため59歳で急死した。
遺族が保存していた原画により初の原画展が2020年2月に開かれた．
- 「まんが家 太田じろう 原画展 太田じろうの世界展」（2020年2月8日から2月11日まで，会場：秋葉原　フォーラム・ダンク）。※初の原画展。
- 「太田じろうの世界展」（2022年8月6日から8月14日、会場：秋葉原　フォーラム・ダンク）

## 作品リスト
- 魔法太郎の冒険（ひばり書房、1948年）[1]
- げんこつ漫遊記（桜書房、1948年）[2]
- 曽呂利新左エ門（ひばり書房、1949年）[3]
- 豆ちゃん探偵手帖（鶴書房、1949年）[4]
- 漫画の玉手箱（ひばり書房、1950年）[5]
- 少年打撃王（ひばり書房、1950年）[6]
- お山のくろちゃん（少年クラブ　1950年）
- 火の用心（少年少女譚海　1950年）[7]
- フラフラ（少年少女譚海　1950年）[8]
- ぼくのこいのぼり（少年少女譚海　1950年）[9]
- 時の記念日（少年少女譚海　1950年）[10]
- 甘栗太郎（少年少女譚海　1951年）[11]
- どうぶつ（ひばり書房、1951年）[12]
- たあちやんとすいか（大日本雄弁会講談社こどもクラブ、1954年8月号）[13]
- イダテン記者（小学館小学四年生、1954年-1955年[14][15]、小学五年生1955年-1956年[16][17]）
- 少年谷風（学習研究社4年の学習、1954年7月号[18]-1955年3月号[19]、5年の学習、1955年4月号[20]-1956年3月号[21]）
- スーパーゴンちゃん（学習研究社4年の学習1958年10月号[22]-1959年3月号[23]）
- おてがら道中（まんが王）
- がんばれ!ガン太（少年 1955年）
- げんこつ漫遊記（まんが王）
- みいこちゃんたっちゃん（大日本雄弁会講談社こどもクラブ、1955年1月号[24]-1955年12月号[25]）
- ちびどんとしろ（大日本雄弁会講談社講談社の1年生文庫、1957年）[26]
- こりすのぽっこちゃん（集英社こばと　1958年）
- ぽっことぺろ（集英社こばと　1959年ごろ）[27]
- ロボッタン （TBS、1961年） - 人形デザイン[28]
- テレビ人形劇「こりすのぽっこちゃん」（放送期間：1959/03/30 ～ 1961/07/15の月曜から土曜、キー局KR）※「テレビ幼稚園」の１コーナーで放送された人形劇。
- こぶたのぶうちゃん（1961年）[29]
- クッピーラムネのマスコットキャラクター（ウサギとリス）（1963年）[30]
- 快獣ブースカ（めばえ、よいこ、幼稚園、小学一年生　1966年）
- おらぁグズラだど（よいこ、幼稚園　1968年）
- 弥次喜多膝栗毛（曙出版、1969年）[31]
- ハクション大魔王（たのしい幼稚園　1970年）
- チビラくん（幼稚園、小学一年生　1970年）
- みなしごハッチ（小学二年生　1971年）
- 西郷隆盛 : 官軍の総大将（監修: 樋口清之、図解まんが日本史　1979年）[32]
- 徳川吉宗 : 世直し将軍（監修: 樋口清之、図解まんが日本史　1979年）[33]
- 福沢諭吉 : 新しい文化と学問（監修: 樋口清之、図解まんが日本史　1980年）[34]
- 太田じろう全集（曙出版　1969年 - 1970年?）[35]
  - 1 曽呂利新左ヱ門
  - 2 げんこつ和尚
  - 3 猿飛佐助
  - 4 塚原卜伝
  - 5 弁慶
  - 6 太閤記